# Petr Faldyna
Petr Faldyna (11 luglio 1976) è un ex calciatore ceco, di ruolo attaccante.

## Palmarès

### Individuale
- Capocannoniere della Druhá Liga: 3

2005-2006 (19 reti), 2006-2007 (15 reti), 2007-2008 (13 reti)